# Amstel Gold Race 2011
46. edycja wyścigu kolarskiego Amstel Gold Race odbyła się w dniu 17 kwietnia 2011 roku i liczyła 257,3 km. Start wyścigu miał miejsce w Maastricht, a meta w Cauberg. Wyścig figuruje w rankingu światowym UCI World Tour 2011.
Zwyciężył po raz drugi z rzędu Belg Philippe Gilbert z grupy Omega Pharma-Lotto, drugi był Hiszpan Joaquim Rodríguez, a trzeci Australijczyk Simon Gerrans.
W wyścigu startowali polscy zawodnicy: Maciej Paterski z Liquigas-Cannondale był 93., a Rafał Majka z Saxo Bank Sungard zajął 121. miejsce.

## Uczestnicy
Na starcie wyścigu stanęły 24 drużyny. Wśród nich znalazło się wszystkie osiemnaście ekip UCI World Tour 2011 oraz sześć innych zaproszonych przez organizatorów. 
Lista drużyn uczestniczących w wyścigu:
| Numery  | Kod | Drużyna                 |
| ------- | --- | ----------------------- |
| 1-8     | OLO | Omega Pharma-Lotto      |
| 11-18   | ALM | AG2R-La Mondiale        |
| 21-28   | BMC | BMC Racing Team         |
| 31-38   | EUS | Euskaltel-Euskadi       |
| 41-48   | THR | HTC - Highroad          |
| 51-58   | KAT | Team Katusha            |
| 61-68   | LAM | Lampre ISD              |
| 71-78   | LEO | Team Leopard-Trek       |
| 81-88   | LIQ | Liquigas-Cannondale     |
| 91-98   | MOV | Team Movistar           |
| 101-108 | AST | Pro Team Astana         |
| 111-118 | QST | Quick Step Cicling Team |

| Numery  | Kod | Drużyna                      |
| ------- | --- | ---------------------------- |
| 121-128 | RAB | Rabobank                     |
| 131-138 | SBS | Saxo Bank Sungard            |
| 141-148 | SKY | Procycling Sky               |
| 151-158 | GRM | Garmin-Cervelo               |
| 161-168 | RSH | Team RadioShack              |
| 171-178 | VCD | Vacansoleil-DCM              |
| 181-188 | COF | Cofidis                      |
| 191-198 | FRV | Farnese Vini-Neri Sottoli    |
| 201-208 | LAN | Landbouwkrediet              |
| 211-218 | SKS | Skil-Shimano                 |
| 221-228 | TPV | Topsport Vlaanderen-Mercator |
| 231-238 | VRW | Verandas Willems-Accent      |

## Klasyfikacja generalna
| M-ce | Imię i nazwisko     | Kraj      | Drużyna            | Czas        |
| ---- | ------------------- | --------- | ------------------ | ----------- |
| 1.   | Philippe Gilbert    | Belgia    | Omega Pharma-Lotto | 6h 30' 44 " |
| 2.   | Joaquim Rodríguez   | Hiszpania | Team Katusha       | + 2"        |
| 3.   | Simon Gerrans       | Australia | Team Sky           | + 4"        |
| 4.   | Jakob Fuglsang      | Dania     | Leopard Trek       | + 5"        |
| 5.   | Aleksandr Kołobniew | Rosja     | Team Katusha       | + 5"        |
| 6.   | Oscar Freire        | Hiszpania | Rabobank           | + 5"        |
| 7.   | Björn Leukemans     | Belgia    | Vacansoleil-DCM    | + 7"        |
| 8.   | Ben Hermans         | Belgia    | Team RadioShack    | + 18"       |
| 9.   | Robert Gesink       | Holandia  | Rabobank           | + 19"       |
| 10.  | Paul Martens        | Niemcy    | Rabobank           | + 26"       |